# Günter Schnitzler
Günter Schnitzler (* 16. Juni 1946 in Mönchengladbach) ist ein deutscher Literatur- und Musikwissenschaftler.

## Leben
Von 1966 bis 1971 studierte er Germanistik, Philosophie, Musikwissenschaft und Kunstgeschichte an den Universitäten Köln, Bonn und Freiburg und wurde 1980 im Fach Philosophie mit einer Dissertation Zur ‚Philosophie‘ des Wiener Kreises, Neopositivistische Schlüsselbegriffe in der Zeitschrift ‚Erkenntnis‘ promoviert. 1988 habilitierte er sich mit einer Monographie zu Charles Sealsfield (Karl Postl) im Fach Neuere deutsche Literatur. 
Von 1994 bis zu seiner Emeritierung war er Professor für Neuere deutsche Literatur und Musik an der Universität Freiburg.
Er war von 1999 bis 2017 zudem Leiter des Studium generale an der Universität Freiburg. Die großes Publikum ansprechende „Samstag-Uni“ wurde von Günter Schnitzler 2006 begründet.
Von 1974 bis zur Einstellung 2018 war Günter Schnitzler Schriftleiter der interdisziplinären Zeitschrift Freiburger Universitätsblätter, die seit 1962 bestand und unter Schnitzlers Leitung vierteljährlich im Auftrag des Rektors der Universität Freiburg erschienen war. Seit 1993 ist er Mitherausgeber des Hofmannsthal-Jahrbuch sowie mehrerer interdisziplinärer und literaturwissenschaftlicher Publikationsreihen.
Er ist Mitglied der New York Academy of Sciences, Gründungsmitglied der Gesellschaft für Musik und Ästhetik sowie Mitglied des Wissenschaftlichen Beirates der Charles Sealsfield-Gesellschaft. 2016 wurde Günter Schnitzler als ordentliches Mitglied der Geisteswissenschaftlichen Klasse in die Sudetendeutsche Akademie der Wissenschaften und Künste berufen.

## Ehrungen und Auszeichnungen
- 2016: Verleihung der Universitätsmedaille der Universität Freiburg[2]
- 2021: Österreichisches Ehrenkreuz für Wissenschaft und Kunst I. Klasse

## Publikationen (Auswahl)

### Monographien
- Zur ‚Philosophie‘ des Wiener Kreises. Neopositivistische Schlüsselbegriffe in der Zeitschrift ‚Erkenntnis‘. Fink, München 1980, ISBN 978-3-7705-1921-7.
- Erfahrung und Bild. Die dichterische Wirklichkeit des Charles Sealsfield (Karl Postl) (= Schriftenreihe der Charles-Sealsfield-Gesellschaft. Band 3; = Rombach Wissenschaft, Reihe Litterae). Rombach, Freiburg 1988, ISBN 978-3-7930-9047-2.

### Editionen
- Charles Sealsfield: Morton oder die große Tour. Teil 1: In der Neuen Welt (= Deutsche Bibliothek des Ostens). Langen Müller, München 1997, ISBN 978-3-7844-2674-7.
- Charles Sealsfield: Süden und Norden. Band 1: Zwei Nächte in Tzapotecan (= Jahrbuch der Charles-Sealsfield-Gesellschaft. Band 17). Langen Müller, München 2005, ISBN 978-3-7844-3021-8.
- Charles Sealsfield: Süden und Norden. Band 2: Mariquita (= Jahrbuch der Charles-Sealsfield-Gesellschaft. Band 18). Langen Müller, München 2006, ISBN 978-3-7844-3049-2.
- mit Waldemar Fromm: Charles Sealsfield: Werkausgabe in Einzelbänden. Allitera, München 2008 ff.
  - Morton oder die große Tour (= Jahrbuch der Charles-Sealsfield-Gesellschaft. Band 19). Allitera, München 2008, ISBN 978-3-86520-319-9.
  - Der Virey und die Aristokraten oder Mexiko im Jahre 1812 (= Jahrbuch der Charles-Sealsfield-Gesellschaft. Band 21/22). 2010, ISBN 978-3-86906-119-1.
  - Der Legitime und die Republikaner. Eine Geschichte aus dem letzten amerikanisch-englischen Kriege. 2012, ISBN 978-3-86906-400-0.
  - Die deutsch-amerikanischen Wahlverwandtschaften. 2012. ISBN 978-3-86906-369-0.

### Herausgegebene Sammelbände
- Musik und Zahl. Interdisziplinäre Beiträge zum Grenzbereich zwischen Musik und Mathematik (= Orpheus-Schriftenreihe zu Grundfragen der Musik. Band 17). Verlag für systematische Musikwissenschaft, Bonn 1976, DNB 760127573.
- Dichtung und Musik. Kaleidoskop ihrer Beziehungen. Klett-Cotta, Stuttgart 1979, ISBN 978-3-12-936920-3.
- in Verbindung mit Gerhard Neumann und Jürgen Schröder: Bild und Gedanke. Festschrift für Gerhart Baumann zum 60. Geburtstag. Fink, München 1980, ISBN 978-3-7705-1986-6.
- mit Gerhard Neumann: Franz Grillparzer. Historie und Gegenwärtigkeit (= Rombach Wissenschaften, Reihe Litterae. Band 19). Rombach, Freiburg 1994, ISBN 978-3-7930-9075-5.
- mit Carl Pietzcker: Johann Peter Hebel: Unvergängliches aus dem Wiesental (= Rombach Wissenschaften, Reihe Studeo. Band 3). Rombach, Freiburg 1996, ISBN 978-3-7930-0693-0.
- mit Gottfried Schramm: Ein unteilbares Ganzes. Goethe: Kunst und Wissenschaft (= Rombach Wissenschaften, Reihe Studeo. Band 4). Rombach, Freiburg 1997, ISBN 978-3-7930-0692-3.
- mit Edelgard Spaude: Intermedialität. Studien zur Wechselwirkung zwischen den Künsten. Festschrift für Peter Andraschke zum 65. Geburtstag (= Rombach Wissenschaften, Reihe Litterae. Band 126). Rombach, Freiburg 2004, ISBN 978-3-7930-9408-1 [mit einer CD Fülle des Wohllauts: ein Grammophonkonzert auf dem Zauberberg].
- mit Achim Aurnhammer: Der Tanz in den Künsten 1770–1914 (= Rombach Wissenschaften, Reihe Scenae. Band 10). Rombach, Freiburg 2009, ISBN 978-3-7930-9553-8.
- mit Achim Aurnhammer: Wort und Ton (= Rombach Wissenschaften, Reihe Litterae. Band 173). Rombach, Freiburg 2011, ISBN 978-3-7930-9601-6 [mit einer CD].